# Androdioecia
La androdioecia es un sistema reproductivo únicamente encontrado en las especies compuestas de una población masculina y una población hermafrodita. Tales especies son raras.
Las condiciones necesarias para que la androdioecia ocurra y se sustente en teoría son tan improbables que durante mucho tiempo fue considerado que tales sistemas nunca podrían encontrados. Sin embargo, la androdioecia (y casi-androdioecia) ha sido documentada en especies de plantas y animales que son distintos filogenéticamente. Entonces la androdioecia ha evolucionado independientemente varias veces.

## Especies androdioeciosas
- Caenorhabditis briggsae
- Caenorhabditis elegans
- Datisca glomerata
- Eulimnadia texana
- Triops cancriformis
- Triops newberryi
- Panax trifolius
- Fraxinus lanuginosa
- Rivulus marmoratus[2]